# Сандой
Сандой (фар. Sandoy, дан. Sandø) — острів Фарерського архіпелагу. Площа — 125 км². На заході острова розташована велика колонія кайри. На південному кінці острова є маяк.
Постійне населення проживає в кількох поселеннях і в 2013 році становило 1264 людини. Найбільші поселення: Сандур, Скарванес, Скопун, Скалавік, Гусавік і Далур.